# Скалистая полёвка
Скалистая полёвка (лат. Microtus chrotorrhinus) — вид грызунов рода серых полёвок.
Вид распространён в Канаде (Лабрадор, Нью-Брансуик, Новая Шотландия, Онтарио, Квебек) и США (Мэн, Мэриленд, Миннесота, Нью-Гемпшир, Нью-Йорк, Северная Каролина, Пенсильвания, Южная Каролина, Вермонт, Вирджиния, Западная Вирджиния). Встречаются на влажных скалистых склонах.
Имеет короткие уши и длинный хвост, который бледнее снизу. Мех серовато-коричневый с серым низом и желтоватым носом.
Длина тела 15 см, хвост длиной 5 см, весит около 39 г.
Обычно живут в небольших колониях. Питаются травами, мхами, подземными грибами и ягодами, иногда гусеницами. Естественные враги — ястребы, совы, змеи и малые плотоядные млекопитающие. Имеют два или три выводка, по 4—7 детёнышей, в год. Активны круглый год, в основном в течение дня.